# Tubeufia palmarum
Tubeufia palmarum är en svampart som först beskrevs av Torrend, och fick sitt nu gällande namn av Samuels, Rossman & E. Müll. 1979. Tubeufia palmarum ingår i släktet Tubeufia och familjen Tubeufiaceae.   Inga underarter finns listade i Catalogue of Life.